# Alma Pålsson
Alma Cornelia Pålsson, född Berglund 3 augusti 1882, död 15 april 1912, var en svensk som omkom under förlisningen av RMS Titanic.
Hon föddes i Velinge i Sverige som dotter till Anders Berglund och Maria Nilsson. Hon gifte sig med gruvarbetaren Nils Pålsson, och paret fick fyra barn. Nils Pålsson emigrerade 1910 till USA, med planen att den övriga familjen skulle komma efter när det blev möjligt, vilket blev två år senare, 1912.  
Hon var en av 113 svenskar som reste i tredje klass på Titanic, och steg ombord i Southampton. Barnen var då mellan åtta och två år gamla: Torborg, åtta, Paul, sex, Stina, tre, och Gösta, två år. Hon var på väg till maken, som var bosatt i Chicago. 
Hon och barnen inkvarterades i den del av fartyget som inrymde familjer och kvinnor ur tredje klass. De vaknade av kollisionen eller väcktes av personal eller andra passagerare. Alma Pålsson hade svårigheter att ensam väcka och klä på sig och de fyra småbarnen. Passagerarna ur tredje klass hade svårt att själva hitta upp till däcket med livbåtarna i första klass, och de tog ett tag innan personalen började visa upp grupper av kvinnor och barn. En stor del av passagerarna från tredje klass kom upp på däcket först när det redan var för sent. 
August Wennerström nämner Alma Pålsson, även om han felaktigt antog att hon var från istället för på väg till Chicago: 
"När vi kom ut på däck igen mötte vi en svensk kvinna från Chicago, som hade om jag minns rätt fyra små barn. Hon hade inte fått dem klädda i tid för att få dem till livbåten. Vi hjälpte henne med barnen och jag bar ett av dem."
Strax därpå kom havsvattnet in över däcket när båten sjönk och han tappade bort Alma och hennes barn innan han lyckades ta sig till livbåt A. 
Hennes make fick reda på att hon saknades på listan över räddade på White Star Lines kontor i Chicago, och hans chock av sorg skildrades i pressen. 
Hennes kvarlevor bärgades med nummer 206. I hennes kläder återfanns ett munspel, 65 kronor och ett brev från maken. Hon var fullt påklädd i varma kläder, men saknade strumpor. Hon begravdes på Fairview Lawn-kyrkogården i Halifax, där de protestantiska omkomna från Titanic begravdes. Kropparna efter hennes barn återfanns aldrig.